# Арчибальд Мюррей
Арчибальд Джеймс Мюррей (англ. Archibald James Murray; 1860–1945) — британський офіцер, учасник Першої світової війни, командував єгипетським експедиційним корпусом у 1916—1917 роках.

## Біографія
Мюррей закінчив Челтенхемський коледж і був призначений у 27-й піхотний полк у 1879 році.
У 1901 році Мюррей призначений командиром 2-го батальйону цього ж полку, який у 1902 році був направлений в північний Трансвааль (нині — територія провінції Лімпопо Південно-Африканської республіки). Тут він був поранений і отримав орден «За видатні заслуги». Після цього обіймав кілька штабних посад.
У 1912 році призначений командиром 2-ї дивізії, але коли почалася Перша світова війна, він став начальником штабу при Джоні Френчі, головнокомандуючому британськими експедиційними силами. Він отримав призначення тому, що початковий претендент, Генрі Вільсон, став неугодний з політичних мотивів. Однак Мюрей не ужився з Френчем і покинув пост в січні 1915 року. У лютому 1915 року він був призначений представником імперського Генштабу і потім у вересні — начальником Генштабу, але через кілька місяців був замінений Вільямом Робертсоном.

### Повстання в пустелі
У січні 1916 року він став командувачем Єгипетського експедиційного корпусу. Намагаючись захистити Суецький канал від чергового турецького нападу, він реорганізував своє військо і здійснив наступ, в результаті якого зайняв майже весь Синайський півострів, але був зупинений в Палестині.
Мюррей два рази намагався оволодіти Газою, але обидві спроби не увінчалися успіхом, після чого його усунули від командування, призначивши на його місце генерала Едмунда Алленбі. Мюррея часто засуджували за нерішучість. Його взагалі не дуже любили в армії. Саме Мюррей направив Лоуренса організувати арабське повстання проти турків і підтримав (фінансуванням) напад на Акабу.

## Повоєнна діяльність
Наприкінці війни Мюррей залишив діючу армію і очолив Олдершотське командування в метрополії. Він звільнився з армії у 1922 році і помер в Рейгаті (Суррей) в 1945 році.
У фільмі «Лоуренс Аравійський» роль Мюррея грав Дональд Волфіт.